# Cubal do Lumbo
Cubal do Lumbo – miasto w Angoli, w prowincji Benguela.